# بک دوو-جین
بک دوو-جین (انگلیسی: Baek Du-jin; زاده ۷ اکتبر ۱۹۰۸ – درگذشته ۵ سپتامبر ۱۹۹۳) سیاستمدار اهل کره جنوبی بود. وی سه بار در سال‌های ۱۹۵۲–۱۹۵۳، ۱۹۵۳–۱۹۵۴ و از ۱۹۷۰–۱۹۷۱ نخست‌وزیر این کشور بود.
بک دوو-جین در ۵ سپتامبر ۱۹۹۳، در سن ۸۴ سالگی درگذشت.